# Casa da Alfândega (Praia da Vitória)
A Casa da Alfândega é um imóvel de interesse arquitectónico português, que remonta a 1632, fica localizado no concelho da Praia da Vitória, ilha Terceira, Açores. Foi reedificado em 1844 por ordem de José Silvestre Ribeiro.
Neste edifício esteve instalada a Alfandega da então ainda Vila da Praia em 1632 ano da sua criação na Praia da Vitória.